# Bibliotheksverbund

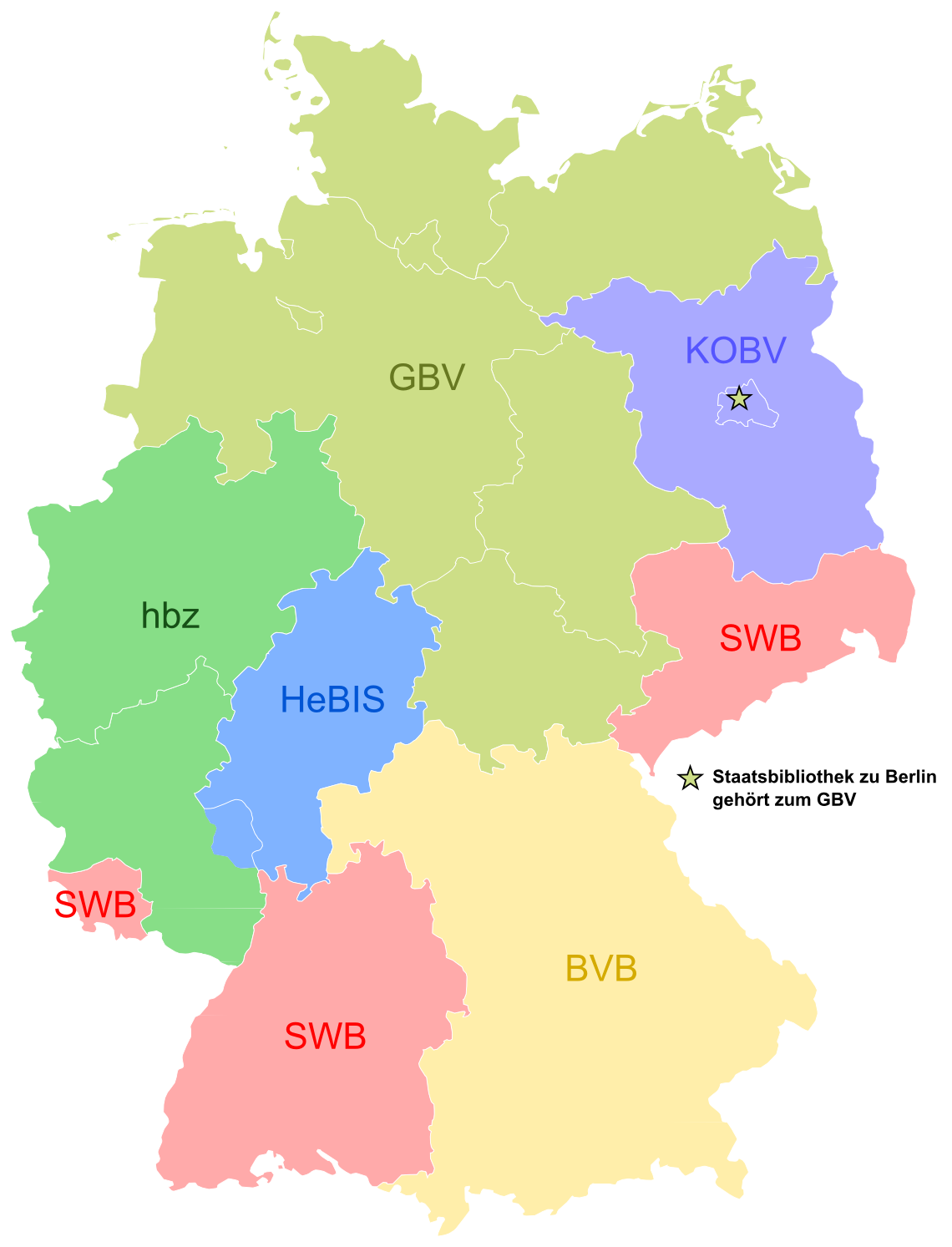
Bibliotheksverbünde in Deutschland

Bibliotheksverbünde (Abkürzung: BV) sind Zusammenschlüsse von mehreren Bibliotheken in Form eines Verbundes. Ein Verbund kann als eigene Körperschaft eigenständig arbeiten.
Verbünde betreiben meist einen eigenen Verbundkatalog, koordinieren die Fernleihe in einem geographischen Gebiet und nehmen oft zentrale Aufgaben der Datenverarbeitung, Fortbildung und andere Dienstleistungen wahr.

## Verbundkataloge
Sie sind Zentralkataloge und entstanden in den 1970er Jahren nach US-amerikanischem Vorbild als Katalogisierungsverbünde. Das hat den Vorteil, dass eine Titelaufnahme im Verbund nur einmal aufgenommen wird und andere Bibliotheken ihre Exemplare nur hinzufügen müssen. Es gibt Vereinbarungen der teilnehmenden Bibliotheken über die arbeitsteilige Katalogisierung bestimmter Fachgebiete. Es existieren Vereinbarungen darüber, welche Bibliotheken Titelaufnahmen verändern dürfen. Die Verbundzentrale koordiniert die Arbeiten und entscheidet im Zweifelsfall.

## Deutschland
Für die Durchführung des überregionalen Leihverkehrs ist die Bundesrepublik Deutschland in Leihverkehrsregionen eingeteilt. Leihverkehrsregionen und Verbundregionen sind in der Regel identisch. Für die Koordinierung des Leihverkehrs in den Regionen sind Leihverkehrszentralen zuständig. Die Leihverkehrsregionen bzw. Verbundregionen wurden nach dem Zweiten Weltkrieg gebildet.

### Bibliotheksverbund Bayern (BVB)
Dem Verbund gehören mehr als 135 überwiegend wissenschaftliche Bibliotheken aus Bayern an, darunter die Bayerische Staatsbibliothek, 11 Universitätsbibliotheken, 17 Fachhochschulbibliotheken sowie 10 regionale staatliche Bibliotheken. Ein offizielles Gründungsdatum gibt es nicht; der Start im Offline-Verbund war 1970, im Online-Verbund 1987. Die Verbundszentrale ist bei der Bayerischen Staatsbibliothek in München angesiedelt. Sie betreut neben der zentralen Verbunddatenbank das Internetportal Gateway Bayern, den dynamischen Linkresolver SFX, die BVB-Aufsatzdatenbank, die Online-Fernleihe, den gemeinsamen CD-ROM-Server sowie das Multimediasystem DigiTool.

### Gemeinsamer Bibliotheksverbund (GBV)
Dem GBV gehören über 430 Bibliotheken an, darunter alle wissenschaftlichen und zahlreiche öffentliche Bibliotheken in Niedersachsen, Sachsen-Anhalt, Thüringen, Hamburg, Bremen, Schleswig-Holstein, Mecklenburg-Vorpommern sowie die Bibliotheken der Stiftung Preußischer Kulturbesitz. Die Hauptaufgabe des GBV ist die Kooperation und Organisation von Dienstleistungen von und für Bibliotheken im Verbundgebiet. Dazu gehören vor allem das zentrale Bibliothekssystem (CBS) zur kooperativen Katalogisierung sowie die lokalen Bibliothekssysteme (LBS).

### Hochschulbibliothekszentrum des Landes Nordrhein-Westfalen (hbz)
Das hbz ist eine zentrale Dienstleistungs- und Entwicklungseinrichtung für die Hochschulbibliotheken in Nordrhein-Westfalen und Rheinland-Pfalz. Auf Basis vertraglicher Vereinbarungen übernimmt das hbz seit 40 Jahren Aufgaben für Bibliotheken und Einrichtungen innerhalb und außerhalb von Nordrhein-Westfalen. Es hat seinen Sitz in Köln.

### Hessisches BibliotheksInformationsSystem (hebis)
hebis ist der elektronische Informations- und Dienstleistungsverbund der wissenschaftlichen Bibliotheken in Hessen und der Region Rheinhessen in Rheinland-Pfalz. Organisatorisch ist hebis eingebunden in die Hochschulen des Landes; federführend ist die Universitätsbibliothek Johann Christian Senckenberg der Johann Wolfgang Goethe-Universität Frankfurt am Main. Die Abteilung hebis-Informationstechnologie ist das technische Servicecenter (bis 2007 als „Abteilung Bibliotheksdatenverarbeitung“ Teil des Hochschulrechenzentrums und daher in dessen Räumlichkeiten beheimatet). Die hebis-Verbundzentrale ist das bibliothekarische Servicecenter, beheimatet in den Räumlichkeiten der UB.

### Kooperativer Bibliotheksverbund Berlin-Brandenburg (KOBV)
Der KOBV ist der Zusammenschluss aller Hochschulbibliotheken, aller öffentlichen Bibliotheken und vieler Spezialbibliotheken in Berlin und Brandenburg. Im Gegensatz zu den anderen deutschen Bibliotheksverbünden beschränkt sich die Zusammenarbeit auf eine Minimallösung. Die Titeldaten werden getrennt erfasst, und eine der größten Berliner Bibliotheken, die Staatsbibliothek zu Berlin, arbeitet statt mit dem KOBV mit dem GBV zusammen.

### Südwestdeutscher Bibliotheksverbund (SWB)
Im SWB erschließen etwa 1.200 Bibliotheken der Länder Baden-Württemberg, Sachsen und Saarland, der Goethe-Institute und einer Vielzahl von Max-Planck-Instituten sowie weitere bibliothekarische Einrichtungen aus dem In- und Ausland ihre Medienbestände in der gemeinsamen SWB-Datenbank, die das Bibliotheksservice-Zentrum Baden-Württemberg (BSZ) fachlich und technisch mit zusätzlichen Dienstleistungen betreibt (Datenlieferung und -tausch, Meta-, Fremd- und Normdatenbereitstellung usw.). Bereits 1990 traten die wissenschaftlichen Bibliotheken Sachsens dem SWB-Verbund aufgrund der Partnerschaft Baden-Württemberg – Sachsen bei.

### Verbund der Öffentlichen Bibliotheken Berlins (VÖBB)
Der VÖBB wurde als Gemeinschaftsprojekt der 12 Berliner Bezirke, der Stiftung Zentral- und Landesbibliothek Berlin (ZLB) und der Senatsverwaltung für Wissenschaft, Forschung und Kultur 1995 ins Leben gerufen. Seine Titeldaten können auch über das Portal des KOBV recherchiert werden.

## Österreich
Der Österreichische Bibliothekenverbund ist ein Katalogisierungs- und Dienstleistungsverbund für Österreichs wissenschaftliche und administrative Bibliotheken. Den Kern bilden die Österreichische Nationalbibliothek und die Universitätsbibliotheken.

## Schweiz
Die Verbundlandschaft in der Schweiz ist stark fragmentiert. Neben den großen Verbünden der Universitäts- und Hochschulbibliotheken bestehen weitere Verbünde von Kantonsbibliotheken. Unten ist lediglich eine Auswahl aufgeführt.

### Informationsverbund Deutschschweiz (IDS)
Der Informationsverbund Deutschschweiz umfasst 400 Bibliotheken; in fünf Datenbanken sind 15 Millionen Titelaufnahmen mit über 24 Millionen Exemplaren verzeichnet. Der größte Teil dieser Bibliotheken befindet sich in der Deutschschweiz, es sind aber auch Bibliotheken aus der Romandie und italienischsprachigen Schweiz vertreten.
Der IDS besteht aus sieben Partnern in fünf Aleph-Verbünden und deckt alle Universitäts- und Hochschulbibliotheken der Deutschschweiz ab. Der Beginn der produktiven Zusammenarbeit war 1999.
Die Verbünde sind autonom; es besteht jedoch eine intensive Zusammenarbeit (gemeinsames Regelwerk etc.) und eine kleine Verbundorganisation für gemeinsame Projekte.
In der IDS-Recherche wird die übergreifende Suche zu den großen Bibliotheksdatenbanken und Verbünden der Schweiz angeboten.
Folgende Mitglieder sind als selbstständige Teilverbünde im IDS organisiert:
- IDS Basel/Bern
- IDS Luzern
- IDS St. Gallen
- IDS Zürich Universität
- IDS Zürich Zentralbibliothek
- NEBIS

### St. Galler Bibliotheksnetz (SGBN)
Das St. Galler Bibliotheksnetz ist ein Bibliothekenverbund von 46 Bibliotheken, die gemeinsam eine Verbunddatenbank mit dem Bibliothekssystem Aleph betreiben und dem Publikum einen Online-Katalog sowie eine Dokumenten- und Buchbestellung anbieten. Die Verbundzentrale des SGBN ist der Kantonsbibliothek St. Gallen angegliedert.

### Westschweizer Bibliotheksverbund (RERO)
RERO unterhält einen Gesamtkatalog von 180 Bibliotheken mit Dienstleistungen primär für die Studierenden von drei der vier französischsprachigen Universitäten der Schweiz (Genf, Freiburg und Neuenburg). Der Kanton Waadt und damit die Kantons- und Universitätsbibliothek Lausanne betreibt seit 2016 seinen eigenen Verbund Renouvaud und gehört nicht mehr dem RERO an.

### Sistema bibliotecario ticinese (Sbt)
Das Sistema bibliotecario ticinese umfasst die vier Tessiner Kantonsbibliotheken (Lugano, Locarno, Mendrisio und Bellinzona), die Universitätsbibliotheken in Lugano und Mendrisio sowie die Schulbibliotheken des Kantons Tessin. Es führt mehrere Publikumskataloge und einen Metakatalog.
Hinsichtlich Datenformat und Regelwerk ist das Sbt ein IDS-Partner und verwendet dasselbe System wie die IDS-Bibliotheken.

## Bibliotheksverbünde im nicht-deutschsprachigen Ausland
In der Europäischen Union gibt es in allen größeren Ländern Bibliotheksverbünde wie beispielsweise Copac in England, SUDOC in Frankreich, SBN in Italien, LIBRIS in Schweden und REBIUN in Spanien. Die europäischen Nationalbibliotheken sind über die European Library vernetzt. In den USA gibt es keine Bibliotheksverbünde, die mit den Verbünden Deutschlands vergleichbar wären. Die bestehenden Bibliotheksverbünde sind oft kleiner und wurden zum Zwecke des Austausches ihrer Medien eingerichtet. Darüber hinaus wird der Leihverkehr zwischen den Bibliotheken von diesen selbst organisiert. Die Dienstleistungen der Library of Congress sind weitestgehend kostenfrei. Das Online Computer Library Center (OCLC) dessen Hauptsitz in Dublin (Ohio) ist, arbeitet nicht profitorientiert, verlangt aber von den Bibliotheken zur Finanzierung der angebotenen Dienstleistungen und Software Gebühren.

### Deutschland
- BVB Bibliotheksverbund Bayern
- GBV Gemeinsamer Bibliotheksverbund
  - K10plus (Datenpool von GBV und SWB)
- hbz Hochschulbibliothekszentrum des Landes Nordrhein-Westfalen
- hebis Hessisches Bibliotheksinformationssystem
- KOBV Kooperativer Bibliotheksverbund Berlin-Brandenburg
- SWB Südwestdeutscher Bibliotheksverbund
- VÖBB Verbund der öffentlichen Bibliotheken Berlins

### Österreich
- Österreichischer Bibliotheksverbund

### Schweiz
- SGBN St. Gallener Bibliotheksnetz
- RERO Westschweizer Bibliotheksverbund
- Sbt Sistema bibliotecario ticinesi